# Almersbach (Wied)
Der Almersbach ist ein gut sechs Kilometer langer linker und südöstlicher Zufluss der Wied im rheinland-pfälzischen Landkreis Altenkirchen (Westerwald).

## Geographie

### Verlauf
Der Almersbach entspringt südöstlich des Weilers Herpteroth in einer Wiesenflur auf einer Höhe von ca. 325 m ü. NN. 
Der Bach fließt durch Herpteroth (Höhe 310 m) und durchfließt in nordwestliche Richtung den Wald westlich von Gieleroth. In dieser Höhe fließen zwei weitere Quellbäche zu, die am westlichen Ortsrand Gieleroths entspringen. Der Bachverlauf durchquert die Ortsgemeinde Amteroth und durchfließt den Staatsforst Altenkirchen zwischen Oberwambach, Amteroth und Altenkirchen; südlich der Anhöhe Anwand erreicht er die Höhe 249 m ü. NN. Der Almersbach folgt dann dem Verlauf des Johannistals (unterhalb des Johannisbergs bzw. dem Dorn). Der Bachverlauf folgt dann der K 32 (zwischen Almersbach und Oberwambach), unterquert die L 267 (zwischen Altenkirchen und Puderbach) nahe der Straßenkreuzung (Höhe 221 m ü. NN) und fließt durch die Ortsmitte beim Sportplatz. 
Er mündet schließlich am nördlichen Rand des Orts Almersbach unterhalb der Evangelischen Pfarrkirche Almersbach in die Wied.

### Zuflüsse
- Gielerother Bach (rechts), 1,3 km, 1,50 km²
- Steinbach (links), 0,8 km, 0,42 km²
- Roschseifen[4] (Bach vom Rauhen Stein[5]) (links), 1,0 km, 0,61 km²
- Hoehnsdeller Seifen[4] (Waldbach[5])  (links), 1,3 km, 0,67 km²

## Bilder

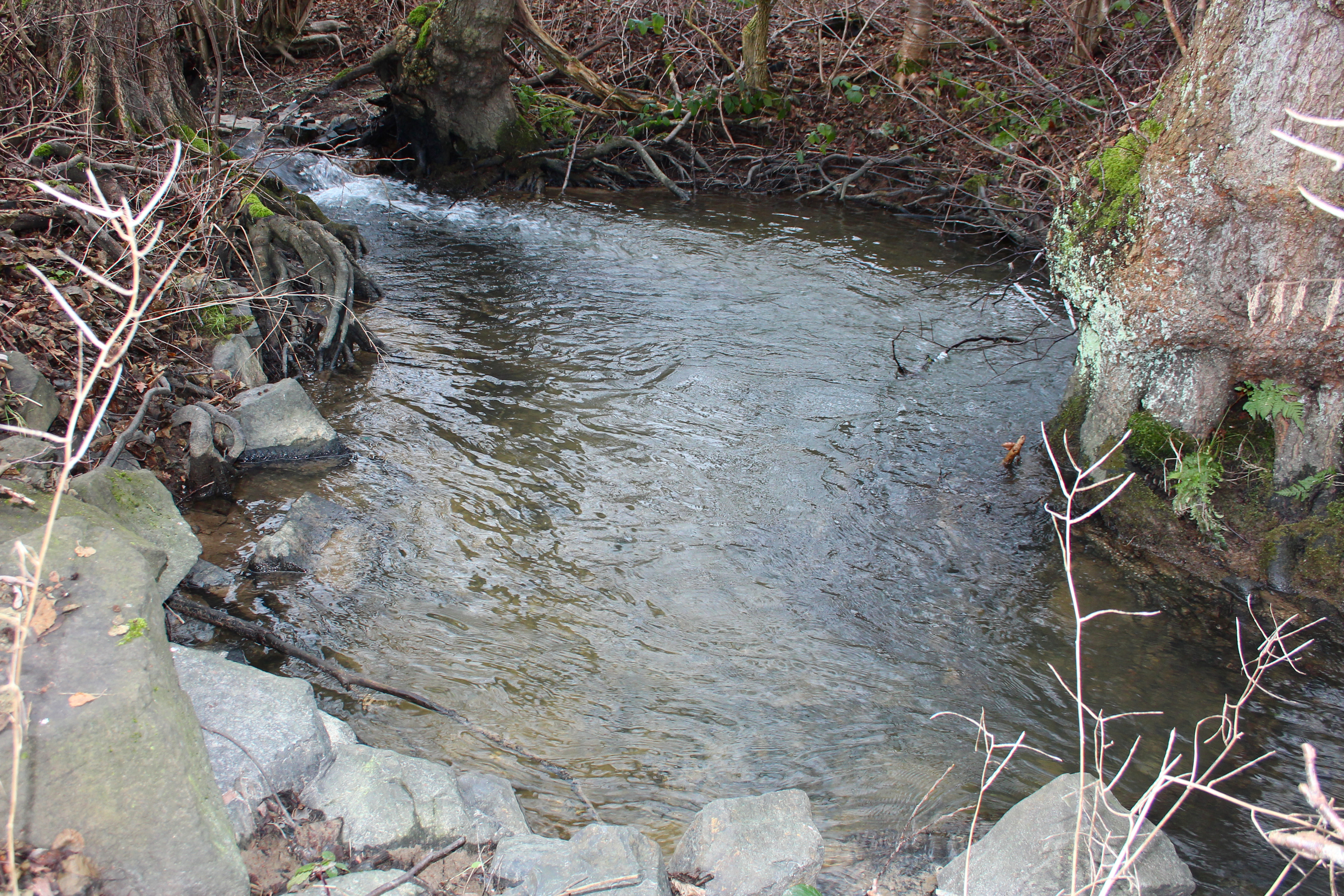
Der Almersbach im Ortskern von Almersbach, nähe Sportplatz
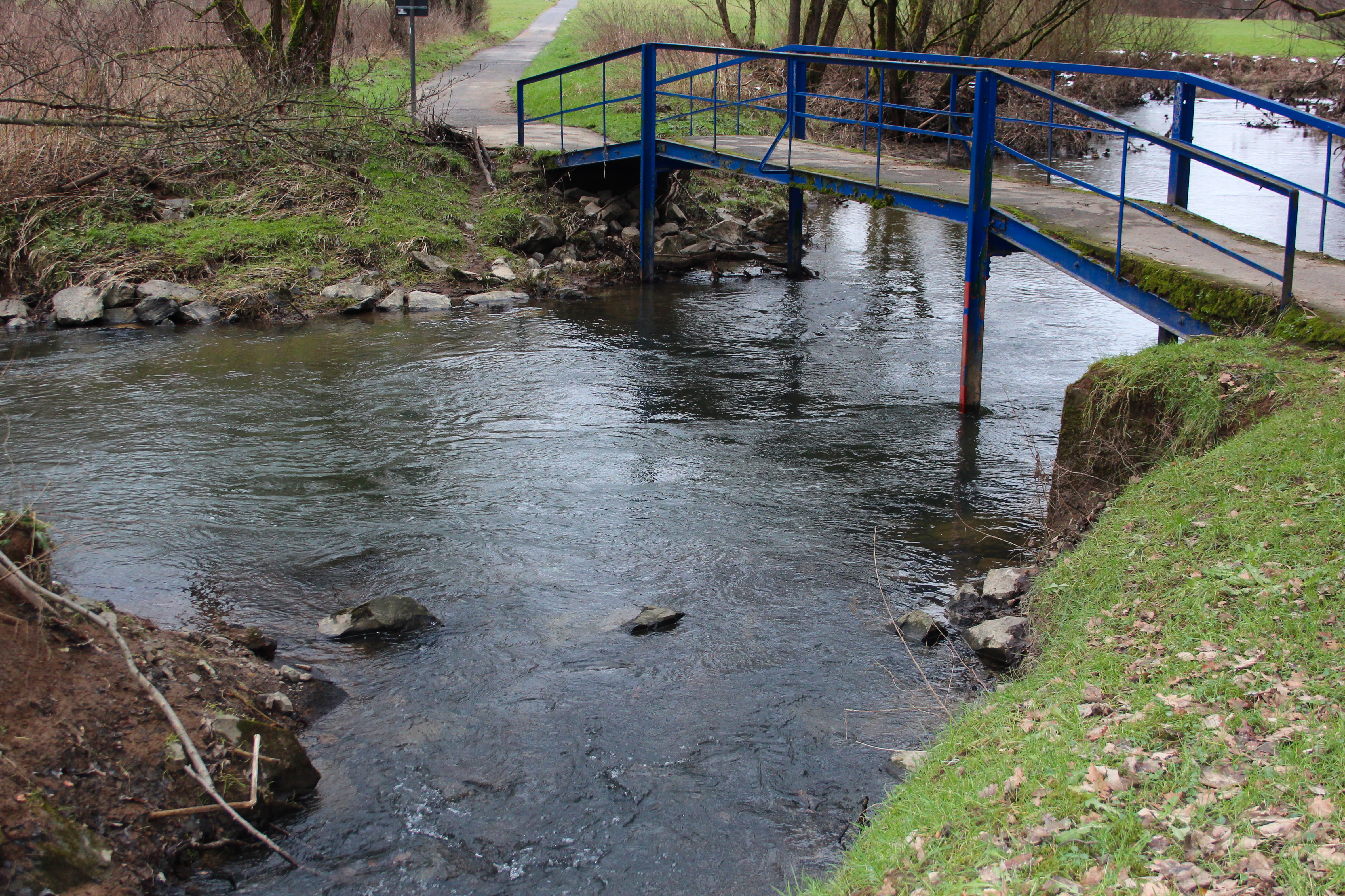
Zufluss des Almersbach (unten) in die Wied (oben)
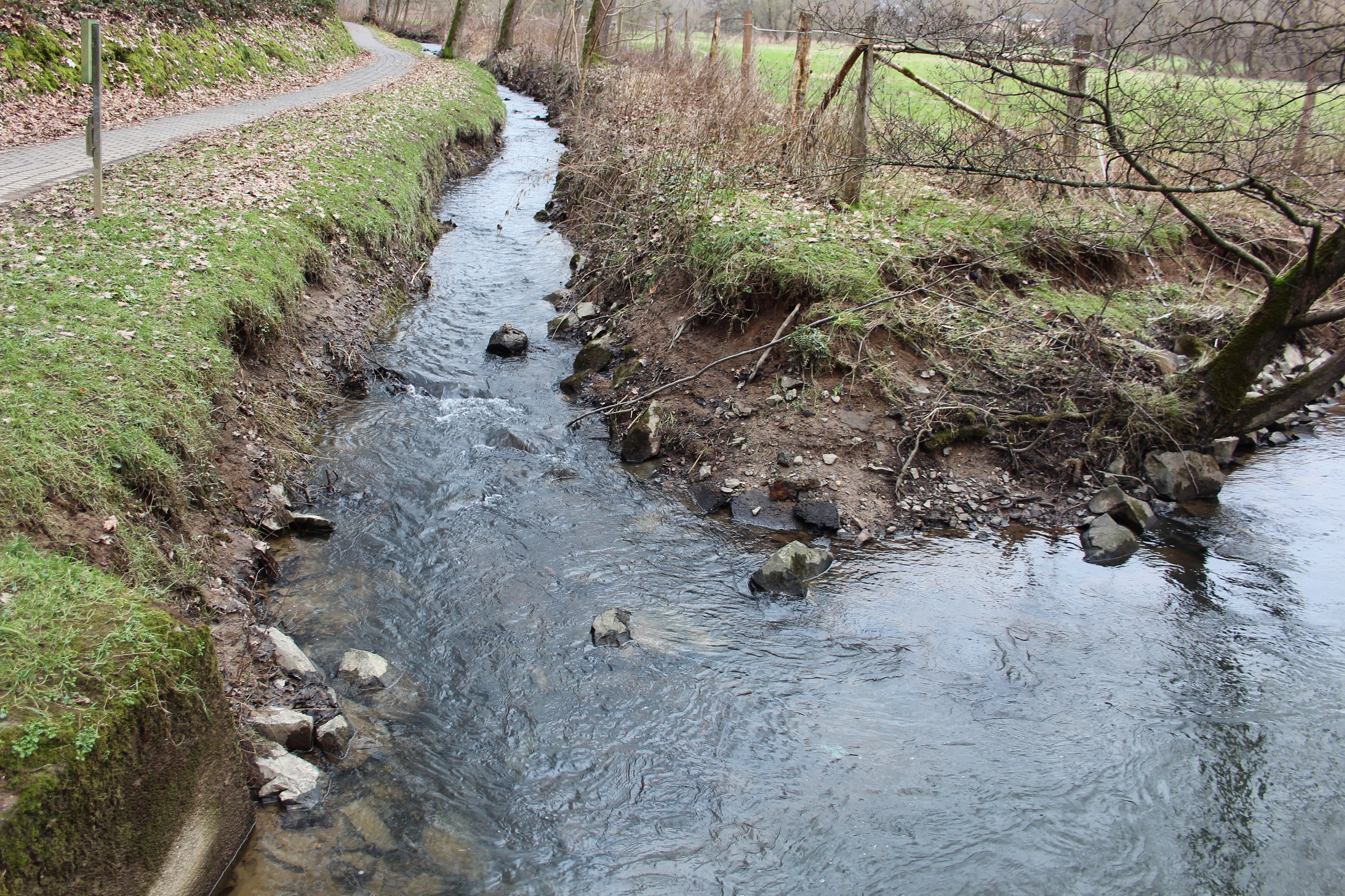
Zufluss des Almersbach (oben) in die Wied